# Andrzej Bryl
Andrzej Bryl (Cybinka, 30 giugno 1957 – Włościejewki, 24 febbraio 2020) è stato un artista marziale polacco, consulente internazionale nel campo del combattimento ravvicinato, ideatore del sistema di combattimento BAS-3 e presidente della Federazione polacca ITF Taekwondo.

## Biografia
È nato a Cybinka e ha trascorso la sua infanzia a Słubice. Laureato all'Accademia di educazione fisica di Wroclaw (1979) e all'Università statale di Mosca (1985).
Fu il primo polacco a conseguire un master in Taekwondo presso il World Taekwondo Institute in Canada (ricevendo la cintura nera dal creatore del generale Taekwondo Choi Hong-hi). Ha il VI Dan nell'arte marziale filippina Kalaki, di cui è un precursore in Polonia. Nel 1989 in Corea del Nord gli fu assegnato il III Dan in Taekwondo. Per molti anni è stato presidente della Federazione polacca di Taekwondo ITF.
Esperto e consulente militare nel campo degli armamenti, in particolare nelle armi leggere. Nel 1985 ha creato il sistema di combattimento diretto BAS-3 per unità dell'esercito speciale e squadre di polizia antiterroristica, per le operazioni in guerra.
Nel 1992, ha fondato il primo Special Training Professional Center (CSS) in Europa centrale e in Europa orientale per servizi in uniforme e agenzie di sicurezza civile. Nel 2008, ha trasformato il CSS in European Security Academy (ESA) e ha creato il team di protezione personale Delta Executive Protection.
Nel 2005 ha scritto il libro Zawodowiec, che racconta le sue esperienze.
Nel 2010, insieme agli ex membri delle forze speciali polacche, ha addestrato le guardie del corpo del leader libico Muammar Gheddafi.